# Zemský okres Marecké Poodří
Zemský okres Marecké Poodří (německy Landkreis Märkisch-Oderland) je zemský okres v německé spolkové zemi Braniborsko. Sídlem správy zemského okresu je město Seelow. Má přibližně 187 tisíc obyvatel.

## Města a obce
Města:
1. Altlandsberg
2. Bad Freienwalde (Oder)
3. Buckow (Märkische Schweiz)
4. Lebus
5. Müncheberg
6. Seelow
7. Strausberg
8. Wriezen

Obce:
1. Alt Tucheband
2. Beiersdorf-Freudenberg
3. Bleyen-Genschmar
4. Bliesdorf
5. Falkenberg
6. Falkenhagen (Mark)
7. Fichtenhöhe
8. Fredersdorf-Vogelsdorf
9. Garzau-Garzin
10. Golzow
11. Gusow-Platkow
12. Heckelberg-Brunow
13. Höhenland
14. Hoppegarten
15. Küstriner Vorland
16. Letschin
17. Lietzen
18. Lindendorf
19. Märkische Höhe
20. Neuenhagen bei Berlin
21. Neuhardenberg
22. Neulewin
23. Neutrebbin
24. Oberbarnim
25. Oderaue
26. Petershagen/Eggersdorf
27. Podelzig
28. Prötzel
29. Rehfelde
30. Reichenow-Möglin
31. Reitwein
32. Rüdersdorf bei Berlin
33. Treplin
34. Vierlinden
35. Waldsieversdorf
36. Zechin